# Molinos (Salta)
Molinos is een plaats in het Argentijnse bestuurlijke gebied Molinos in de provincie Salta. De plaats telt 2.418 inwoners.

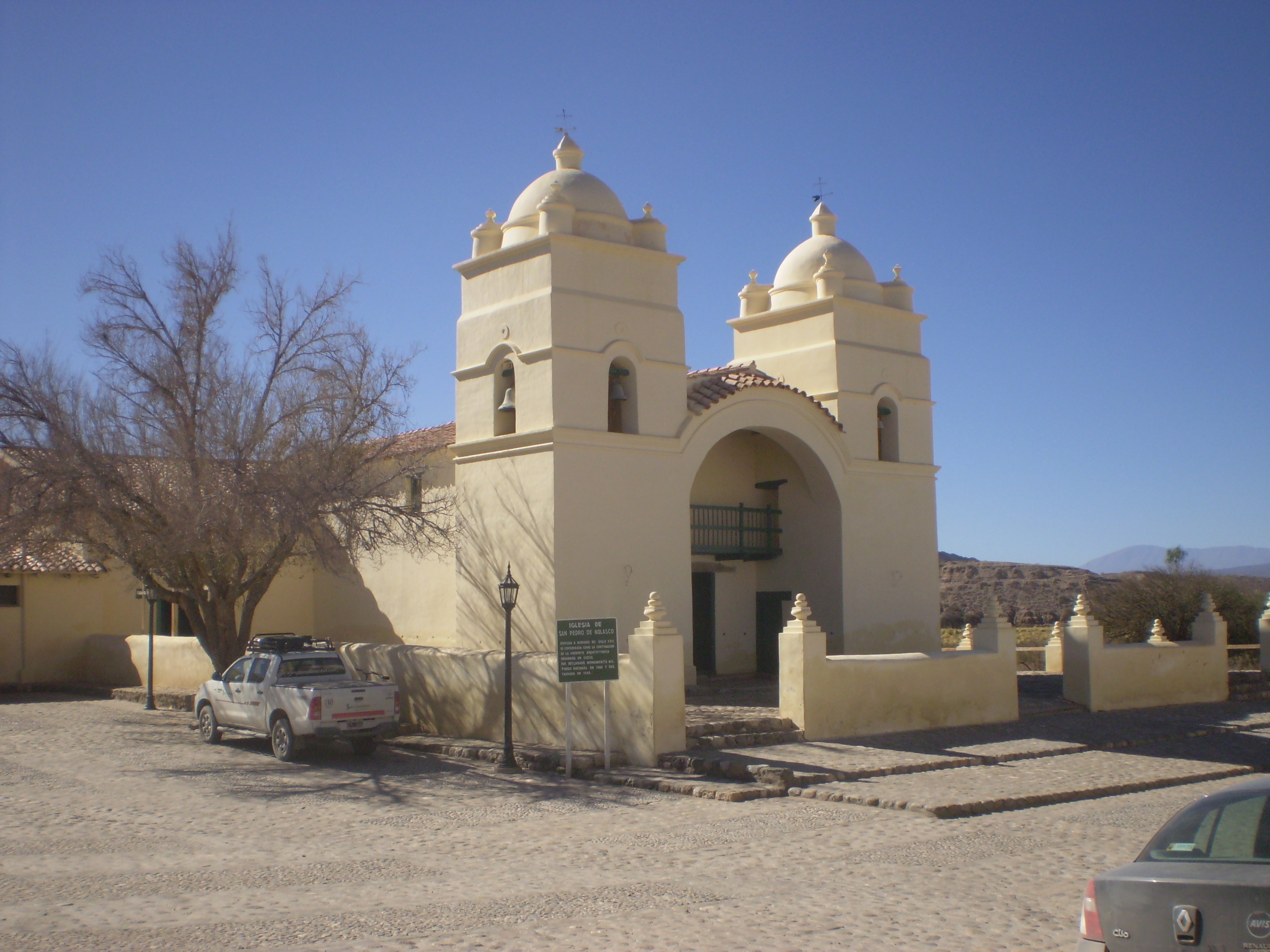
Kerk in Molinos